# Mauretaniens præsidenter
Mauretanien blev uafhængig i 1960. Mauretaniens præsidenter har været:
| Nr | Billede                  | Navn                                  | Fra               | Til               | Parti                                                            |
|    | Præsident af Mauretanien | Præsident af Mauretanien              |                   |                   |                                                                  |
| -- | ------------------------ | ------------------------------------- | ----------------- | ----------------- | ---------------------------------------------------------------- |
| 1  |                          | Moktar Ould Daddah                    | 28. november 1960 | 10. juli 1978     | Mauretanske Regrouperingsparti (til 1961) Mauretanske Folkeparti |
| 2  |                          | Mustafa Ould Salek                    | 10. juli 1978     | 3. juni 1979      | Militæret                                                        |
| 3  |                          | Mohamed Mahmoud Ould Louly            | 3. juni 1979      | 4. januar 1980    | Militæret                                                        |
| 4  |                          | Mohamed Khouna Ould Haidalla          | 4. januar 1980    | 12. december 1984 | Militæret                                                        |
| 5  |                          | Maaouya Ould Sid'Ahmed Taya           | 12. december 1984 | 3. august 2005    | Militæret / Republikanske Parti for Demokrati og Fornyelse       |
| 6  |                          | Ely Ould Mohamed Vall                 | 3. august 2005    | 19. april 2007    | Militæret                                                        |
| 7  |                          | Sidi Ould Cheikh Abdallahi            | 19. april 2007    | 6. august 2008    | Løsgænger                                                        |
| 8  |                          | Mohamed Ould Abdel Aziz               | 6. august 2008    | 15. april 2009    | Militæret                                                        |
| -  |                          | Ba Mamadou Mbaré (agerende præsident) | 15. april 2009    | 5. august 2009    | Løsgænger                                                        |
| 8  |                          | Mohamed Ould Abdel Aziz               | 5. august 2009    | 1. august 2019    | Republikkens Unions Parti                                        |
| 9  |                          | Mohamed Ould Ghazouani                | 1. august 2019    | Nuværende         | Republikkens Unions Parti                                        |